# Colegio Estadounidense de Pediatras
El Colegio Estadounidense de Pediatras (en inglés: American College of Pediatricians, a veces abreviado como ACPeds) es una organización estadounidense de pediatras y otros profesionales de la salud, fundada en 2002, con una perspectiva  socialmente conservadora. Promueve la educación sexual centrada exclusivamente en la abstinencia y se opone al aborto y la teoría de género (estudios de género). A partir de 2022, se informó que su membresía era de aproximadamente 700 médicos.

## Posturas
Fundado en 2002, el Colegio Americano de Pediatras (conocida por sus siglas en inglés, ACPeds) es una organizacion de 700 pediatras y otros profesionales de la salud que se adhieren al conservadurismo social. Entre sus fundadores, se encuentra el expresidente de la Academia Estadounidense de Pediatría (AAP), Joseph Zanga, quien renunció a esta última organización como reacción al apoyo de la AAP a la adopción de menores por parte de parejas LGBT.
Joseph Zanga lo ha descrito como grupo «con valores judeocristianos tradicionales que está abierto a médicos pediatras profesionales de todas las religiones» siempre que «se adscriban a ciertas creencias nucleares del grupo: que la vida empieza en la concepción; y que la unidad familiar tradicional, encabezada por una pareja formada por hombre y mujer, presenta factores de riesgo mucho menores en la adopción y crianza de niños».
Las posturas tomadas por el Colegio Americano de Pediatras plantean lo siguiente:
- Disuadir de la adopción de niños por parejas del mismo sexo o padres solteros.[9]
- Que los padres decidan sobre cuándo y si un niño recibe la vacuna contra el virus del papiloma humano. ACPeds se opone a la legislación que obliga a la vacunación contra el virus del papiloma humano.[10]
- La oposición al aborto y la eutanasia.[11]
- La oposición a la reasignación de sexo en menores, incluyendo el uso de bloqueadores de pubertad.[12]
- La educación en la abstinencia sexual hasta el matrimonio en lugar de la educación sexual integral, con base en el "principio de salud pública de prevención primaria – prevención de riesgos, en lugar de reducción de riesgos”.[13]

## Controversias
Varios activistas LGBT han atacado a ACPeds por sus posturas. Según la ACPeds, las críticas en contra de su organización son porque «publica ciencia». El Colegio Americano de Pediatras argumenta que las principales organizaciones de salud han tomado posturas públicas basadas en visiones sociales y políticas, más que en la ciencia disponible. Asimismo, ha condenado vehementemente a la Asociación Estadounidense de Psicología (APA) como un «programa que afirma la homosexualidad», que «menosprecia el autocontrol», y que apoya «la autonomía de los niños tanto de la autoridad familiar como religiosa, y de los límites y normas que estas instituciones imponen en los niños». La visión de la organización sobre la crianza de los hijos es opuesta a la postura de la Academia Americana de Pediatría que sostiene que la orientación sexual no tiene ninguna correlación con la capacidad de ser un buen padre y criar hijos sanos y equilibrados.
La Academia Americana de Pediatría ha descalificado a la publicación Hechos sobre la Juventud alegando falta de reconocimiento de la evidencia científica y médica respecto a la orientación sexual, identidad sexual, salud sexual, o educación sexual efectiva.
El pediatra Gary Remafedi, de la Universidad de Minnesota, declaró que sus obras fueron empleadas o manipuladas por ACPeds con fines políticos. Remafedi publicó una carta abierta en donde acusa a ACPeds de manipular considerablemente las investigaciones del pediatra para usarlas como defensa de negar apoyo a adolescentes LGBT. El genetista Francis Collins, quien también ejerce como director de los Institutos Nacionales de Salud (NIH) de EUA, emitió una declaración mediante NIH en donde acusa al ACP de engañar a niños y padres de familia en su sitio web Hechos sobre la juventud. El terapeuta Warren Throckmorton, quien se especializa en temas de orientación sexual, declaró que ACP también habría hecho mal uso de investigaciones de su autoría.
En un amicus curiae con respecto a la extracción de un niño de la casa adoptiva de una pareja del mismo sexo (Kutil y Hess v Virginia Occidental) la Asociación Nacional de Trabajadores Sociales (NASW) describió al ACPeds como un «grupo pequeño e insignificante» que estaba «fuera de sintonía con la postura del AAP y otras autoridades médicas y de bienestar infantil basada en investigación científica». La organización LGBT PFLAG categoriza el ACPeds como una organización antiigualdad y lo describe como «un pequeño grupo escindido de profesionales médicos que no apoyan la visión de corriente central de la Academia Americana de Pediatras (AAP): que la homosexualidad es un aspecto normal de la diversidad humana».
El Southern Poverty Law Center (SPLC) ha dicho que el ACPeds es un «grupo de odio» que colabora estrechamente con la Asociación Nacional para la Investigación y Terapia de la Homosexualidad (NARTH, por sus siglas en inglés), y ha descrito el ACPeds como «grupo marginal» con «una historia de propagar mentiras perjudiciales sobre personas LGBT, incluyendo la relación de la homosexualidad a la pedofilia». En respuesta a un reporte de ACPeds, la Unión Estadounidense por las Libertades Civiles (ACLU) escribió que ACPeds es un grupo marginal que ha actuado para promover «terapias reparativas» no-científicas y nocivas para estudiantes LGBTQ."
En respuesta a la publicación por Academia Americana de Pediatría «Solo los Hechos», un manual de orientación sexual para adolescente dirigido a la audiencia escolar, ACPeds publicó su propio Hechos sobre la Juventud, en marzo de 2010, acompañado por un sitio web. Esta publicación junto con una carta de presentación, fueron enviadas por correo a 14 800 superintendentes escolares, de parte de Tom Benton, presidente de ACPeds. La carta de la ACPeds a los superintendentes se refería principalmente a la atracción del mismo sexo y recomendaba que el «personal escolar bienintencionado pero no informado» que anima al alumnado a «salir del armario como homosexuales» afirmándolos como tales puede conducir al alumnado a «comportamientos homosexuales nocivos que de otra forma no seguirían». La carta del ACPeds a los superintendentes también declaró que la disforia de género típicamente desaparecería durante la pubertad «si el comportamiento no es reforzado» y de modo parecido alegó que «la mayoría de los estudiantes (más del 85 por ciento) con atracciones del mismo sexo finalmente adoptarán una orientación heterosexual si no se apoya lo contrario».